# París-Chauny 2018
La 36.ª edición de la clásica ciclista París-Chauny, fue una carrera en Francia que se celebró el 24 de junio de 2018 sobre un recorrido de 198,7 kilómetros con inicio en la ciudad de Margny-lès-Compiègne y final en la ciudad de Chauny.
La carrera hizo parte del UCI Europe Tour 2018, dentro de la categoría 1.1
La carrera fue ganada por el corredor holandés Ramon Sinkeldam del equipo Groupama-FDJ, en segundo lugar Dion Smith (Wanty-Groupe Gobert) y en tercer lugar Quentin Jauregui (Ag2r La Mondiale).

## Equipos participantes
Tomaron parte en la carrera 16 equipos: 2 de categoría UCI WorldTeam; 7 de categoría Profesional Continental; y 7 de categoría Continental. Formando así un pelotón de 128 ciclistas de los que acabaron 86. Los equipos participantes fueron:
| WorldTeams (2)- AG2R La Mondiale - Groupama-FDJ Equipos continentales profesionales (7)- Cofidis, Solutions Crédits - Delko-Marseille Provence-KTM - Direct Énergie - Fortuneo-Samsic - Roompot-Nederlandse Loterij - Vital Concept - Wanty-Groupe Gobert Equipos continentales (7)- Leopard - Memil-CCN Pro Cycling - Roubaix Lille Métropole - Tarteletto-Isorex - Differdange-Losch - Saint Michel-Auber 93 - Start-Gusto Cycling Team |
| |

## Clasificación final
- Las clasificaciones finalizaron de la siguiente forma:[4]

| \| Clasificación general \| Clasificación general \| Clasificación general \| Clasificación general \| Clasificación general \| \| Ciclista \| Ciclista \| Equipo \| Tiempo \| \| \| --------------------- \| --------------------- \| ---------------------------- \| --------------------- \| --------------------- \| \| 1.º \| Ramon Sinkeldam \| Groupama-FDJ \| 4 h 17 min 27 s \| \| \| 2.º \| Dion Smith \| Wanty-Groupe Gobert \| + 0 s \| \| \| 3.º \| Quentin Jauregui \| AG2R La Mondiale \| + 0 s \| \| \| 4.º \| Kévin Réza \| Vital Concept \| + 0 s \| \| \| 5.º \| Anthony Turgis \| Cofidis, Solutions Crédits \| + 0 s \| \| \| 6.º \| Sylvain Chavanel \| Direct Énergie \| + 0 s \| \| \| 7.º \| Pierre Idjouadiène \| Roubaix Lille Métropole \| + 0 s \| \| \| 8.º \| Odd Christian Eiking \| Wanty-Groupe Gobert \| + 0 s \| \| \| 9.º \| Flavien Maurelet \| Saint Michel-Auber 93 \| + 0 s \| \| \| 10.º \| Mauro Finetto \| Delko-Marseille Provence-KTM \| + 0 s \| \| |                      |                              |                 |
| |                      |                              |                 |
| Fuente: ProCyclingStats |                      |                              |                 |
| Clasificación general |                      |                              |                 |
| Ciclista | Ciclista             | Equipo                       | Tiempo          |
| 1.º | Ramon Sinkeldam      | Groupama-FDJ                 | 4 h 17 min 27 s |
| 2.º | Dion Smith           | Wanty-Groupe Gobert          | + 0 s           |
| 3.º | Quentin Jauregui     | AG2R La Mondiale             | + 0 s           |
| 4.º | Kévin Réza           | Vital Concept                | + 0 s           |
| 5.º | Anthony Turgis       | Cofidis, Solutions Crédits   | + 0 s           |
| 6.º | Sylvain Chavanel     | Direct Énergie               | + 0 s           |
| 7.º | Pierre Idjouadiène   | Roubaix Lille Métropole      | + 0 s           |
| 8.º | Odd Christian Eiking | Wanty-Groupe Gobert          | + 0 s           |
| 9.º | Flavien Maurelet     | Saint Michel-Auber 93        | + 0 s           |
| 10.º | Mauro Finetto        | Delko-Marseille Provence-KTM | + 0 s           |

## UCI World Ranking
La París-Chauny otorga puntos para el UCI Europe Tour 2018 y el UCI World Ranking, este último para corredores de los equipos en las categorías UCI WorldTeam, Profesional Continental y Equipos Continentales. Las siguientes tablas muestran el baremo de puntuación y los 10 corredores que obtuvieron más puntos:
| Posición              | 1.ª | 2.ª | 3.ª | 4.ª | 5.ª | 6.ª | 7.ª | 8.ª | 9.ª | 10.ª |
| Clasificación general | 125 | 85  | 70  | 60  | 50  | 40  | 35  | 30  | 25  | 20   |

| 1.º  | Ramon Sinkeldam      | Groupama-FDJ                 | 125 |
| 2.º  | Dion Smith           | Wanty-Groupe Gobert          | 85  |
| 3.º  | Quentin Jauregui     | Ag2r La Mondiale             | 70  |
| 4.º  | Kévin Réza           | Vital Concept                | 60  |
| 5.º  | Anthony Turgis       | Cofidis, Solutions Crédits   | 50  |
| 6.º  | Sylvain Chavanel     | Direct Énergie               | 40  |
| 7.º  | Pierre Idjouadiene   | Roubaix Lille Métropole      | 35  |
| 8.º  | Odd Christian Eiking | Wanty-Groupe Gobert          | 30  |
| 9.º  | Flavien Maurelet     | Saint Michel-Auber93         | 25  |
| 10.º | Mauro Finetto        | Delko Marseille Provence KTM | 20  |